# Chun Doo-hwan
Chun Doo-hwan (kor. 전두환, ur. 18 stycznia 1931 w Hapcheon, zm. 23 listopada 2021 w Seulu) – południowokoreański generał, polityk, dyktator. W okresie od 3 marca 1980 do 24 lutego 1988 pełnił funkcję prezydenta Korei Południowej.

## Życiorys
Pochodził z chłopskiej rodziny. W 1951 wstąpił do Koreańskiej Akademii Wojskowej, a po jej ukończeniu, w 1955, został oficerem piechoty. W 1958 poślubił Rhee Soon-ja, córkę generała brygady.
Brał udział w wojnie wietnamskiej, gdzie dowodził południowokoreańskim oddziałem. Jego pozycja w armii znacznie wzrosła w tym czasie. W 1961, po wojskowym przewrocie, w którym do władzy doszedł Park Chung-hee, Chun Doo-hwan został początkowo sekretarzem służby cywilnej (1961–1962), a następnie, w 1963, po nominalnym przywróceniu rządów cywilnych, dyrektorem personalnym Koreańskiej Centralnej Agencji Wywiadowczej. W 1978 awansował na generała brygadiera.
Po zamachu na prezydenta Park Chung-hee, jako szef dowództwa bezpieczeństwa armii prowadził śledztwo w sprawie śmierci prezydenta. Przeprowadził wówczas czystkę w armii, aresztując wiele osób, w tym swoich przeciwników politycznych. Chociaż prezydentem Korei Południowej oficjalnie był Choi Kyu-ha, realna władza znalazła się jego w rękach, zwłaszcza że w kwietniu 1980, został dyrektorem Koreańskiej Centralnej Agencji Wywiadowczej.
W maju 1980 przez Koreę przetoczyła się fala protestów przeciwko wojskowej dyktaturze. W odpowiedzi na nie, 17 maja ogłosił stan wojenny, a następnie brutalnie stłumił protesty studentów w Gwangju.
16 sierpnia 1980 prezydent Choi Kyu-ha ustąpił z urzędu i 27 sierpnia Chun Doo-hwan został wybrany nowym prezydentem. Trwający nadal stan wojenny pozwolił mu na przeforsowanie konstytucji wzmacniającej władzę prezydenta.
9 października 1983, podczas wizyty Chun Doo-hwana w Rangunie w Birmie, agenci Korei Północnej przeprowadzili nieudany zamach na jego życie. Eksplozja jednej z trzech bomb, umieszczonych w dachu mauzoleum, które zwiedzała południowokoreańska delegacja, zabiła 21 osób, w tym przedstawicieli rządu Korei.
Ze względu na regulacje konstytucyjne, niepozwalające na pełnienie funkcji prezydenta dłużej, niż przez jedną siedmioletnią kadencję, wyznaczył Roh Tae-woo na swojego następcę. Gdy objął on urząd prezydenta, Chun Doo-hwan wycofał się z polityki. W grudniu 1995 obu oskarżono o przyjmowanie łapówek podczas pełnienia urzędu prezydenta. Podczas postępowania sądowego zarzuty poszerzono o działania związane z zamachem stanu w 1979 oraz masakrą w Gwangju w 1980. W 1996 został skazany na karę śmierci, rok później wyrok zmieniono na dożywotnie więzienie. W 1997 został ułaskawiony przez prezydenta Kim Young-sama.
Zmarł 23 listopada 2021.